# Grace Emmanuella Ibogni
Grace Emmanuella Ibogni Nzamba (17 de abril de 1991) es una deportista gabonesa que compitió en taekwondo. Ganó dos medallas de bronce en el Campeonato Africano de Taekwondo en los años 2012 y 2014.

## Palmarés internacional
| Campeonato Africano | Campeonato Africano       | Campeonato Africano | Campeonato Africano |
| Año                 | Lugar                     | Medalla             | Categoría           |
| ------------------- | ------------------------- | ------------------- | ------------------- |
| 2012                | Antananarivo (Madagascar) | Medalla de bronce   | +73 kg              |
| 2014                | Túnez (Túnez)             | Medalla de bronce   | –73 kg              |